# Клаус Юбе
Клаус Юбе (нім. Klaus Uebe; 1 травня 1900 — 5 лютого 1968) — німецький військово-повітряний діяч, генерал-майор люфтваффе (1 січня 1944). Кавалер Лицарського хреста Залізного хреста.

## Біографія
21 червня 1918 року призваний в 25-й резервний піхотний полк, у бойових діях участі не брав. 23 листопада 1918 року демобілізований. 6 лютого 1923 року вступив у 18-й піхотний полк рейхсверу. Після закінчення піхотного училища в Ордурфі отримав звання лейтенанта (1 грудня 1926). З 1 червня 1931 по 30 вересня 1933 року проходив підготовку льотчика-спостерігача в секретній льотній школі в Беблінгені (в цей період він офіційно значився у відставці). 1 жовтня 1933 року зарахований в люфтваффе, з 1 липня 1934 по 31 жовтня 1935 року — ад'ютант бомбардувальної ескадри «Бельке». Закінчив Академію люфтваффе в Берліні-Гатові і 1 квітня 1937 року переведений в 3-й відділ Генштабу люфтваффе.
З 1 лютого 1939 року — референт при начальнику ППО, з 1 жовтня 1939 року — начальник оперативного відділу штабу начальника ППО. З 1 серпня 1940 року — командир групи 2-ї бомбардувальної ескадри, з 1 квітня 1941 року — офіцер зв'язку 2-го повітряного флоту при штабі групи армій «Центр». Учасник Німецько-радянської війни. З 1 серпня 1941 року — начальник оперативного відділу штабу 2-го повітряного флоту. З 15 березня 1942 року — начальник штабу 8-го авіакорпусу, з 25 жовтня 1942 року — Командування ВПС «Дон». Учасник Сталінградської битви. З 1 квітня 1943 року — начальник штабу 1-го авіакорпусу, з 8 серпня 1943 року — 1-го повітряного флоту на радянсько-німецькому фронті. 25 грудня 1944 року замінений оберстлейтенантом Гоццелем і призначений виконувачем обов'язків командира 4-ї авіадивізії. З 24 січня 1945 року — начальник створеного в Східній Німеччині Командування ВПС «Східна Пруссія». З 1 травня 1945 року — генерал для особливих доручень при штабі повітряного флоту «Рейх». 8 травня 1945 року взятий в полон британськими військами. 5 червня 1947 року звільнений.

## Нагороди
- Почесний хрест ветерана війни
- Медаль «За вислугу років у Вермахті» 4-го і 3-го класу (12 років)
- Залізний хрест 2-го і 1-го класу
- Німецький хрест в золоті (29 грудня 1942 або 1 лютого 1943)
- Лицарський хрест Залізного хреста (9 червня 1944)
- Відзначений у Вермахтберіхт (10 березня 1945)